# Roger Saubot
Roger Saubot [rožé sóbo] (1931 – 25. června 1999) byl francouzský architekt, projektant výškových budov.

## Životopis
Roger Saubot zahájil svou kariéru v roce 1963. V roce 1964 založil agenturu s SAUBOT-JULLIEN společně s Françoisem Jullienem, která se specializuje na výstavbu kancelářských budov, zejména výškových budov v obchodní čtvrti La Défense. Podle jeho projektů bylo postaveno celkem 11 mrakodrapů s více než miliónem čtverečních metrů kancelářských prostor.
V letech 1979–1985 byl prezidentem Mutuelle des Architectes Français a 1993–1996 předsedou Akademie architektury. Byl jmenován rytířem Řádu čestné legie, důstojníkem Řádu za zásluhy a důstojníkem Řádu umění a literatury.

## Hlavní realizace
- 1973 – Tour Montparnasse, Paříž-Montparnasse
- 1974 – Tour Areva (dříve Tour Fiat), La Défense
- 1985 – Tour Total, La Défense
- 1985 – Tour Michelet, La Défense
- 1992 – Tour TF1, Boulogne-Billancourt
- 1998 – Tour Cèdre (Tour Cégetel)

### Ve spolupráci
- 1971 – Tour EDF, La Défense, návrh Henry Cobb
- 1988 – American Center (dnes sídlo Cinémathèque française), Paříž-Bercy, návrh Frank Gehry